# Lourdes de Moraes
Maria de Lourdes Leite de Moraes (Pindorama, 13 de novembro de 1939 - São Paulo, 17 de dezembro de 2013) foi uma atriz, radioatriz, radialista, locutora, diretora, assistente de direção, produtora e professora de interpretação brasileira. Sua carreira começou na Rádio Clube de Bauru e depois integrou o Grupo Permanente de Teatro de Londrina.

## Biografia

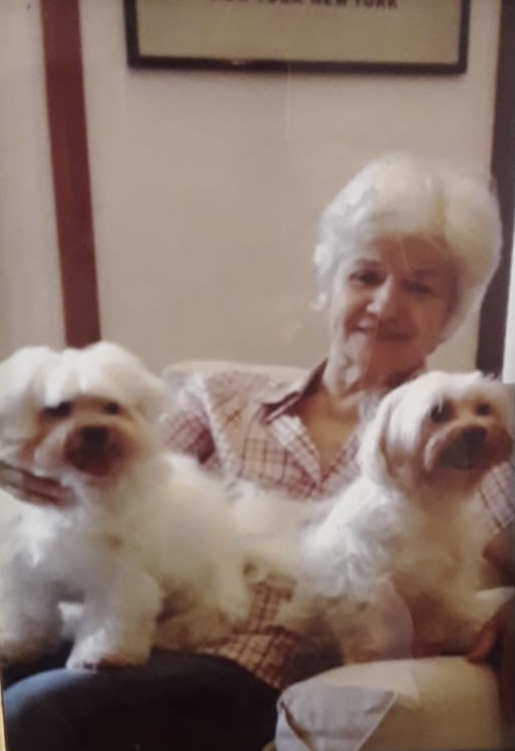
Lourdes de Moraes (2008)

Maria de Lourdes Leite de Moraes nasceu em Pindorama, São Paulo, em 13 de novembro de 1939, Filha de Otília Leite de Moraes.
Se formou em Artes Cênicas e Artes Dramática, Filha de Otília Leite de Moraes. Também atuava como professora especialista em preparação vocal, na Turma de 1963 da Escola de Arte Dramática de São Paulo (EAD-SP). E a partir daí divide sua carreira entre os palcos e a televisão.
No Teatro, trabalhou ao lado de grandes nomes como Lelia Abramo, Claudio Mamberti, Carlos Augusto Strazzer e Ruth Escobar, em montagens como “Lisístrata” de Aristofanes em 1967; “O Milagre de Annie Sullivan”; “Agamenon”; “Electra”; “O Pelicano” e “Álbum de Família”.
Na TV Tupi integrou o elenco de O Julgamento em 1976; Éramos Seis em 1977, interpretando a personagem "Justina". Na TV Manchete fez O Fantasma da Ópera. Na CNT/Gazeta fez Antônio dos Milagres. No SBT fez As Pupilas do Senhor Reitor em 1994. Em 2007 interpretou ainda Irmã Zélia na minissérie Amazônia, de Galvez a Chico Mendes, na Rede Globo.
Fez uma inesquecível participação no episódio "Emília Borralheira" no Sítio do Picapau Amarelo, da Rede Globo de Televisão, em 1983, vivendo a personagem "Dona Esperança", irmã da Dona Benta.
A atriz faleceu em 17 de dezembro de 2013 aos 74 anos, a causa de sua morte não foi divulgada, alguns registros divulgaram que ela morreu nos dias 9 de novembro e 28 de outubro de 2013, vitima de câncer nos pulmões. 

## Filmografia

### Televisão
| Ano       | Título                             | Personagem          | Notas                                                       |
| --------- | ---------------------------------- | ------------------- | ----------------------------------------------------------- |
| 1964      | TV de Vanguarda Tupi               | Bruxa               | Episódio : "A Bruxa"                                        |
| 1976-1977 | O Julgamento                       | Mariola             |                                                             |
| 1977      | Éramos Seis                        | Justina             |                                                             |
| 1978-1979 | Salário Mínimo                     | Selma               |                                                             |
| 1980-1986 | Sítio do Picapau Amarelo           | Dona Esperança      | Episódio: "Emília Borralheira"                              |
| 1983-1985 | Caso Verdade                       | Norma               |                                                             |
| 1988      | Olho por Olho                      | Fátima              |                                                             |
| 1988      | Bebê a Bordo                       |                     |                                                             |
| 1990      | Fronteiras do Desconhecido         | Marília             | Episódio : "O Teu nome"                                     |
| 1991      | O Fantasma da Ópera                | Magali              |                                                             |
| 1991      | Na Rede de Intrigas                | Hermínia            |                                                             |
| 1993      | Retrato de Mulher                  | Cida                | Episódio: "Era Uma Vez... Zezé"                             |
| 1994      | As Pupilas do Senhor Reitor        | Dona Vitória        |                                                             |
| 1995      | Sangue do Meu Sangue               | Cafetina            |                                                             |
| 1996      | Antônio dos Milagres               | Eloísa              |                                                             |
| 1998/1999 | Chiquititas                        | Drª Cecília         | Convidada em Novembro de 1998 e Recorrente em Abril de 1999 |
| 2001      | Amor e Ódio                        | Empregada de Regina |                                                             |
| 2005      | Qual É, Bicho?                     | Clotilde            |                                                             |
| 2007      | Amazônia, de Galvez a Chico Mendes | Irmã Zélia          |                                                             |

### Teatro
1962 - Macbeth... Bruxa
1962 - O Exercício da Justiça... Maria
1962 - O Pedido de Casamento...Natália Stepanova
1963 - Pedreira das Almas
1967 - Electra... Clitemnestra
1967 - Lisístrata... Mulher do coro
1968 - Agamêmnon 
1968 - O Pelicano 
1969 - O Milagre de Annie Sullivan
1969 - Pelicano 
1970 - Álbum de Família
1970 - O Escorpião de Numância 
1970 - Terror e Miséria do III Reich
1971 - Romulus Magnus 
1972 - Hipólito... Fedra
1973 - O Verdugo... Mulher do Verdugo
1976 - Serenata Cantada para Companheiros
1980 - Liberdade, Liberdade
1982 - Curral
1984 - Curral
1989-1990 - O Mistério das Fraldas 
1992- Luz del Fuego
1993 - Vereda da Salvação 
1994 - Gente Coisa É Ultra Fina
1996-2001 - Violetas na Janela... Amaziles e Inez
1998 - Você Tem Medo do Ridículo Clark Gable
1999- Lembrar É Resistir
2002 - Não Me Contes Verdades